# Berne
Pour les articles homonymes, voir Berne (homonymie) et Bern (homonymie).
Berne (en allemand : Bern, en italien et en romanche : Berna ) est la capitale de facto de la Suisse et du canton homonyme, bien qu'elle ne soit par son nombre d'habitants que la cinquièmeville de Suisse. Depuis 1848, Berne est la « ville fédérale », à savoir le siège permanent du gouvernement fédéral et de l'Assemblée fédérale suisse. Par respect du fédéralisme, le Tribunal fédéral est situé à Lausanne et le Tribunal des assurances est situé à Lucerne, mais la Banque nationale suisse (BNS), la Bibliothèque nationale suisse (BN) et l'Union postale universelle sont bien dans les murs de la cité médiévale.
La commune de Berne compte 141 156 habitants, l'agglomération bernoise 409 000 habitants et la région métropolitaine 660 000 habitants (septembre 2016).
C'est une ville germanophone comprenant, à l'instar du canton, une minorité francophone. Elle est traversée par la rivière Aar et se situe à environ 30 km au nord des Alpes. Elle est inscrite au patrimoine culturel mondial de l'UNESCO, grâce à son patrimoine médiéval urbain qui a pu être préservé au cours des siècles.
Berne est membre de l'Organisation des villes du patrimoine mondial et d'autres organisations mondiales.

## Toponymie
En allemand, langue officielle de la ville, la ville s'appelle Bern [bɛrn]. Cependant, la population parle suisse allemand au quotidien et dit plutôt Bärn [ˈpæ̞ːrn] dans cette dernière. L'origine du nom est incertaine mais l'hypothèse la plus probable est qu'elle provienne d'un hydronyme celtique *berna, signifiant « fossé, fente ». À la suite de la latinisation de la Suisse, ce nom a été utilisé par une population parlant romanche, avant d'être emprunté par l'allemand après la germanisation au IXe siècle.
Une plaque en zinc a été découverte en 1984 près de l'oppidum de Berne. Il permettrait, selon certains auteurs comme Rudolf Fellmann de l'Université de Berne, d'identifier l'ancien nom de Berne : Brenodur[um] qui signifierait « la ville de Brennos ».
Dans les autres langues de la Suisse, la ville est appelée Berna [ˈbɛr.na] en italien, Berna [ˈbɛrnə] en romanche.

## Géographie

### Généralités

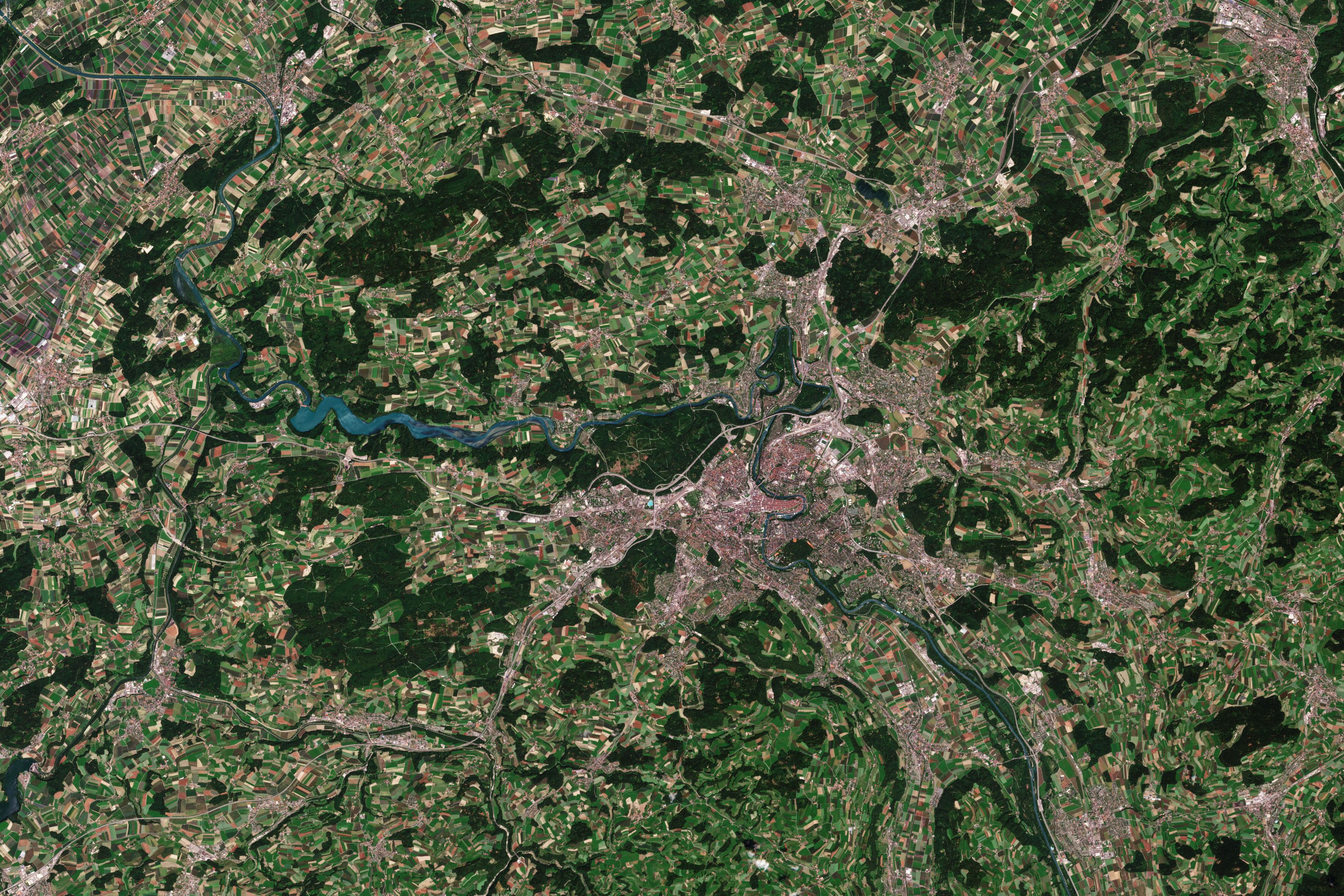
Berne vu par Sentinel-2 en 2016.

Berne se situe sur le plateau suisse, dans le canton de Berne, un peu à l'ouest du centre de la Suisse et à 20 km au nord des Alpes bernoises. Le paysage autour de Berne a été formé par des glaciers au cours de la dernière glaciation. Les deux montagnes les plus proches de Berne sont le Gurten avec une hauteur de 858 mètres et le Bantiger avec une hauteur de 947 mètres. Le site de l'ancien observatoire astronomique de Berne est le point d'origine du système de coordonnées suisse CH1903, et se trouve à 46° 57′ 03,9″ N, 7° 26′ 19,1″ E (46°57′08.66″N 7°26′22.50″E en coordonnées ellipsoïdales CH1903).
La ville a été bâtie à l’origine sur une péninsule formée par un méandre de l’Aar mais ne dépassera ces frontières naturelles qu’au cours du XIXe siècle, un certain nombre de ponts ayant été construits pour permettre à la ville de se développer au-delà de la rivière.
Berne est construite sur un sol très inégal. Il existe plusieurs dizaines de mètres de hauteur de différence entre les quartiers près de l'Aar (Matte, Marzili) et les plus élevés (Kirchenfeld, Länggasse).
Berne a une superficie de 51,6 km2. De cette superficie, 20,2 % sont utilisés à des fins agricoles, tandis que 33,5 % sont des forêts. Sur le reste de la zone, 44,2 % sont habités (bâtiments ou routes) et le reste (2,1 %) fait partie des régions non-productives (rivières ou glaciers).

### Subdivisions

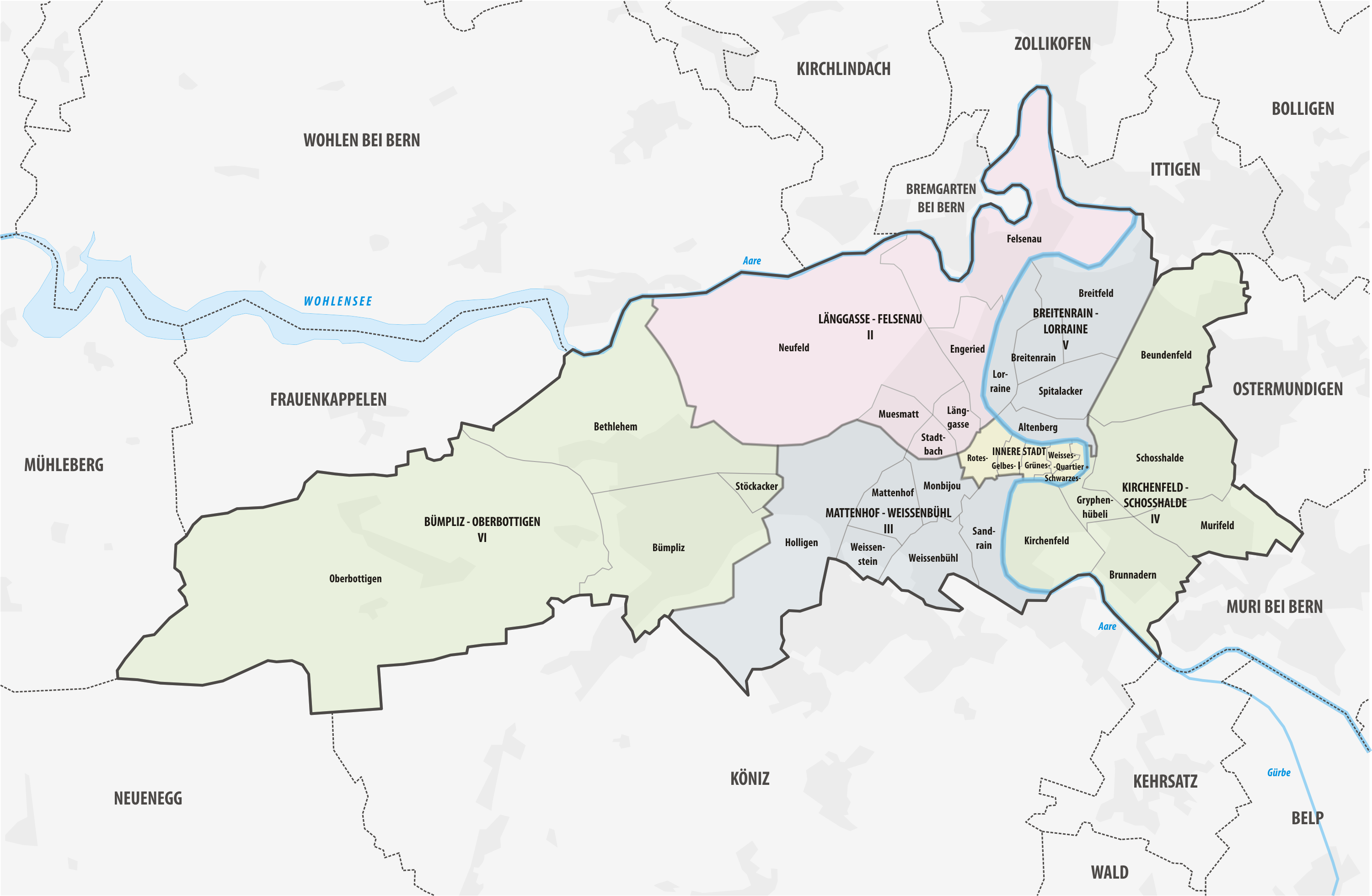
Arrondissements et quartiers de Berne.

La municipalité est divisée administrativement en six arrondissements (Stadtteile), qui se composent chacun de plusieurs quartiers (Quartiere). Les couleurs attribuées aux quartiers du centre-ville (qu'on retrouve sur les plaques des rues) remontent à l'occupation française de la ville en 1798 et visaient à faciliter l'orientation des soldats.
- I - Centre-ville (Innere Stadt)
  - Quartier rouge (Rotes-Quartier)
  - Quartier jaune (Gelbes-Quartier)
  - Quartier vert (Grünes-Quartier)
  - Quartier blanc (Weisses-Quartier)
  - Quartier noir (Schwarzes-Quartier)
- II - Länggasse-Felsenau
- III - Mattenhof-Weissenbühl
- IV - Kirchenfeld-Schosshalde
- V - Breitenrain-Lorraine
- VI - Bümpliz-Oberottigen

## Carte interactive des subdivisions de Berne

### Climat
Selon la classification de Köppen, le climat de Berne est un climat océanique (Cfb).
La station météorologique la plus proche de Berne est située dans la commune de Zollikofen, à environ 5 kilomètres au nord du centre-ville. Le mois le plus chaud pour Berne est le mois de juillet, avec une température moyenne journalière de 18,8 °C et une température maximale journalière de 24,6 °C. La température la plus élevée enregistrée à Berne / Zollikofen est de 37 °C, enregistrée en août 2003. En moyenne, une température de 25 °C ou plus est enregistrée 46,1 jours par an, et 9 jours par an avec une température de 30 °C ou plus à Zollikofen.

Il y a 99,2 jours de gel et 22,3 jours de glace par an à Berne (Zollikofen) en moyenne pour la période 1981-2010, ainsi que 14,1 jours de chute de neige et 33,1 jours d'enneigement par an, et la quantité moyenne de neige mesurée par an est de 47 cm. En moyenne, janvier est le mois le plus froid, avec une température moyenne journalière de 0,2 °C, et une température minimale journalière de -2,9 °C. La température la plus basse jamais enregistrée à Berne (Zollikofen) a été de -23 °C, enregistrée en février 1929.
| Mois                                              | jan. | fév. | mars | avril | mai  | juin | jui. | août | sep. | oct. | nov. | déc. | année |
| ------------------------------------------------- | ---- | ---- | ---- | ----- | ---- | ---- | ---- | ---- | ---- | ---- | ---- | ---- | ----- |
| Température minimale moyenne (°C)                 | −2,9 | −2,8 | 0,3  | 3,4   | 7,6  | 11,3 | 13   | 12,9 | 9,2  | 5,5  | 1    | −2,1 | 4,7   |
| Température moyenne (°C)                          | 0,2  | 1,1  | 5,2  | 9     | 13,2 | 16,9 | 18,8 | 18,4 | 14,1 | 9,5  | 4,2  | 0,9  | 9,3   |
| Température maximale moyenne (°C)                 | 3,4  | 5,2  | 10,3 | 14,5  | 18,6 | 22,5 | 24,6 | 24,2 | 19,4 | 14   | 7,7  | 3,8  | 14    |
| Nombre de jours avec gel                          | 23,8 | 21,3 | 14,1 | 4,8   | 0,2  | 0    | 0    | 0    | 0    | 2,1  | 11,3 | 21,6 | 99,2  |
| Nombre de jours avec température maximale ≤ 0 °C  | 7,7  | 4,2  | 0,5  | 0     | 0    | 0    | 0    | 0    | 0    | 0    | 1    | 5,4  | 18,8  |
| Nombre de jours avec température maximale ≥ 25 °C | 0    | 0    | 0    | 0,3   | 2,9  | 10,1 | 15,5 | 14   | 3,3  | 0,2  | 0    | 0    | 46,1  |
| Nombre de jours avec température maximale ≥ 30 °C | 0    | 0    | 0    | 0     | 0,1  | 1,6  | 3,9  | 3,4  | 0    | 0    | 0    | 0    | 9     |
| Ensoleillement (h)                                | 66   | 94   | 151  | 179   | 197  | 223  | 245  | 228  | 175  | 119  | 66   | 53   | 1 797 |
| Précipitations (mm)                               | 60   | 56   | 65   | 78    | 112  | 102  | 108  | 112  | 87   | 86   | 77   | 78   | 1 022 |
| dont neige (cm)                                   | 11   | 11   | 5    | 1     | 0    | 0    | 0    | 0    | 0    | 0    | 5    | 14   | 47    |
| Nombre de jours avec précipitations               | 9,5  | 8,7  | 9,5  | 9,6   | 12,1 | 11,4 | 10,8 | 11   | 8,6  | 10,4 | 10,1 | 10,6 | 122,3 |
| Humidité relative (%)                             | 84   | 79   | 73   | 70    | 72   | 72   | 71   | 73   | 79   | 84   | 86   | 86   | 77    |
| Nombre de jours avec neige                        | 3,6  | 3,2  | 1,6  | 0,4   | 0    | 0    | 0    | 0    | 0    | 0,1  | 1,2  | 3,2  | 13,2  |

| Diagramme climatique                                  |           |           |           |            |             |           |             |           |         |        |           |
| J                                                     | F         | M         | A         | M          | J           | J         | A           | S         | O       | N      | D         |
| 3,4−2,960                                             | 5,2−2,856 | 10,30,365 | 14,53,478 | 18,67,6112 | 22,511,3102 | 24,613108 | 24,212,9112 | 19,49,287 | 145,586 | 7,7177 | 3,8−2,178 |
| Moyennes : • Temp. maxi et mini °C • Précipitation mm |           |           |           |            |             |           |             |           |         |        |           |

## Histoire

### Occupations protohistoriques du site
Le site de la ville de Berne est le lieu d'implantation d'un oppidum de 140 hectares attribué aux Helvètes. Quelques vestiges d'époque romaine, thermes et sanctuaire, subsistent sur le site.

### Fondation et développement de Berne

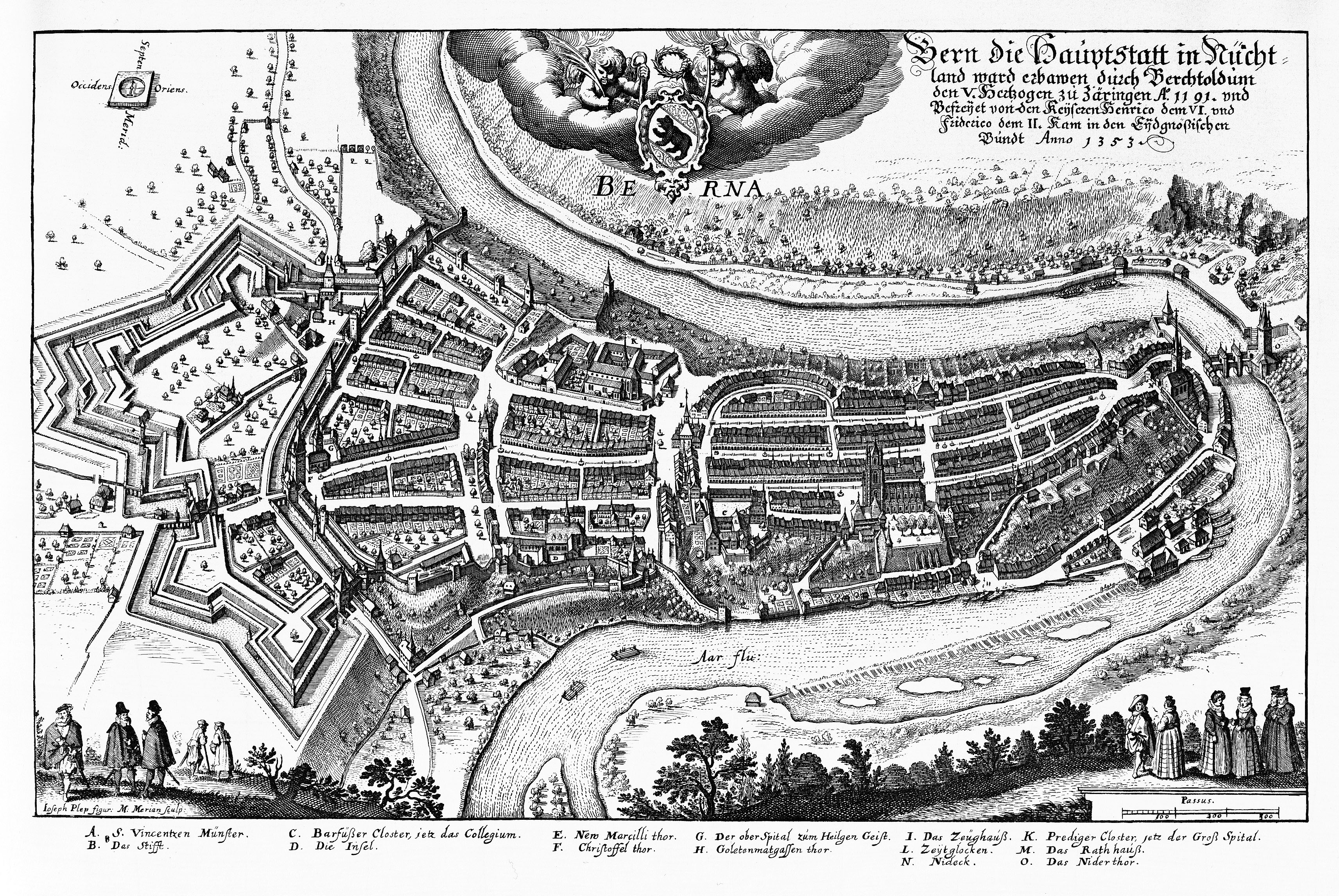
Vers 1638.

Le duc Berthold V de Zähringen fonda la ville au bord de l'Aar en 1191 et l'aurait nommée d'après le nom de l'ours (Bär en allemand) qu'il avait tué ou capturé. Berne fut faite ville libre d'Empire par l'empereur Frédéric II en 1218 après que Berthold V fut mort sans héritier.

Photo aérienne par Walter Mittelholzer (1919).

En 1353, Berne rejoint la jeune Confédération suisse, devenant l'un des principaux membres du nouvel État.
Après un incendie en 1405, la ville fut entièrement reconstruite en molasse. Elle en garde encore aujourd'hui une bonne partie de sa physionomie.

Vers 1830.

La ville envahit et conquit le canton d'Argovie en 1415.
Avec les autres confédérés, les mercenaires bernois allèrent dans le sud se battre au service du roi, du pape et de l'empereur et, à partir de 1494 et pendant plus de trente ans, prirent part aux guerres d'Italie. Ils rapportèrent à Berne, ville provinciale médiévale, située à l'écart des grandes voies commerciales, des idées et des usages étrangers, et beaucoup d'argent.
En 1529, après la Réforme, le « petit conseil » fit promulguer des lois sévères contre les soudards, le port d'arme, l'adultère et la danse.
Le Pays de Vaud fut annexé en 1536, ainsi que d'autres petits territoires. Berne devint ainsi la plus grande cité-État du nord des Alpes.
Berne fut occupée par les troupes françaises en 1798 au cours des guerres de la Révolution française. Elle fut dépouillée de son trésor (d'une valeur de 15 millions de francs de l'époque) par les troupes d'occupation et même de ses légendaires ours, emportés par l'occupant. La nouvelle constitution centralisatrice imposée par les Français la priva de ses territoires vaudois et argovien.

### Ville fédérale
Le choix des chambres fédérales en faveur de Berne s'explique en particulier par sa position centrale et des considérations militaires. Recalées lors du vote, les villes de Zurich et de Lucerne se voient promettre respectivement l'attribution de l'École polytechnique fédérale et du Tribunal fédéral des assurances. Siégeant initialement dans trois bâtiments différents, le Conseil fédéral, le Conseil des États et le Conseil national sont réunis sous un même toit à la suite de l'inauguration du Palais fédéral en 1857.
À ce titre, on parle aussi de Berne fédérale, qui désigne la ville de Berne en tant que siège des institutions fédérales (en particulier de l'Assemblée fédérale et du Conseil fédéral de même que l'administration fédérale).
À partir du moment où elle obtient son statut fédéral, Berne devient attractive pour les organisations internationales. En 1868, l'Union internationale du télégraphe (dès 1934 : Union internationale des télécommunications-UIT), fondée trois ans auparavant à Paris, y installe son siège. Le 9 octobre 1874, 22 nations fondent à Berne l'Union générale des postes qui deviendra l'Union postale universelle (UPU) en 1878. Lors de l'intégration de ces deux organisations à la structure des Nations unies en 1947, le siège de l'UPU restera à Berne contrairement à celui de l'UIT qui partira pour Genève. En 1893, apparaît une troisième organisation internationale : l'Office central des transports internationaux par chemins de fer (OCTI), qui voit le jour à Berne en application d'un traité international conclu en 1890 (Convention CIM) et portant sur le trafic des marchandises par le rail. À la suite de la nouvelle convention sur le trafic ferroviaire international de 1980, il est finalement remplacé en 1985 par l'Organisation intergouvernementale pour les transports internationaux ferroviaires, ou OTIF (cinquante États membres en 2019). Le siège de l'OTIF est toujours à Berne.
En 1884, la ville ouvre la quatrième bourse des valeurs de Suisse, après Genève, Bâle, Lausanne, et Zurich.

Vers 1890.

Entre 1885 et 1886, Berne fut le lieu d'une conférence qui avait pour objectif de parvenir à un accord international sur le droit d'auteur. Cet accord est aujourd'hui encore connu sous le nom de convention de Berne. De 1892 à 1911, Berne est le siège de l'Union interparlementaire. Un certain nombre de congrès socialistes de la Première Internationale et de la Deuxième Internationale ont eu lieu à Berne, en particulier durant la Première Guerre mondiale.
Créée par l'arrêté fédéral du 28 juin 1894, la Bibliothèque nationale suisse ouvrit le 2 mai 1895. La tâche de cette institution, rattachée au Département fédéral de l'intérieur mais autonome, est la collecte, la conservation et la mise en valeur des Helvetica, c'est-à-dire de l'ensemble des écrits imprimés en Suisse ou à l'étranger concernant la Suisse ou dont l'auteur est suisse et, dès 1911, toute publication parue en Suisse.
Les Chemins de fer fédéraux (CFF) sont créés en 1902 à Berne par la nationalisation des diverses compagnies ferroviaire helvétiques. Administrés pendant près d'un siècle comme une régie fédérale, ils ont transformés en 1999 en société anonyme.

### XXeetXXIesiècles
Créée en 1905, la Banque nationale suisse (BNS) devient opérationnelle en 1907 à Berne.
En 1914, l’Exposition nationale suisse a lieu à Berne. Elle a accueilli 3,2 millions de visiteurs et a dégagé un bénéfice de près de 35 000 francs malgré le contexte de la Première Guerre mondiale.
En 1918, l’ouverture de la Kunsthalle permet d’exposer les créations artistiques bernoises alors que le Musée des beaux-arts, créé en 1879, avait déjà exposé des travaux de Paul Klee en 1910.
Les années 1960 sont marquées par une floraison culturelle ; dans les petits théâtres et caves de la ville, des pièces d’auteurs contemporains sont montées. Le dialecte est revitalisé par les livres de Kurt Marti et les chansons des Berner Troubadours et de Mani Matter. Sous la direction d'Harald Szeemann, de 1961 à 1969, la Kunsthalle devient un lieu d'exposition de l'avant-garde : en 1968, pour ses 50 ans, elle est le premier monument emballé par Christo et Jeanne-Claude.
En 1968, les femmes obtiennent le droit de vote au niveau communal.
À la suite des mouvements de revendication de la jeunesse autour de mai 1968, une ancienne usine à gaz est transformée en centre de jeunesse au début des années 1970. Le centre culturel de jeunesse du Gaskessel est un des plus anciens d’Europe. Dès le début des années 1980, la révolte des jeunes s’exprime par différentes manifestations, parfois violentes, et occupations de locaux pour appuyer la revendication de davantage d’espaces alternatifs. En conséquence, en 1987, la Reitschule et la Dampfzentrale sont transformées en centre culturel. Parallèlement, l’évacuation violente du campement alternatif des Zaffarayas en novembre 1987 puis son déplacement vers le Neufeld marquent l’actualité de la ville.
Touchée par les problèmes de consommation de drogue, Berne voit se développer une scène ouverte de la drogue à la fin des années 1980, dans le parc de la Kleine Schanze (de). Lorsque le parc est évacué en novembre 1990, la scène de la drogue se déplace provisoirement sur la terrasse du Palais fédéral, Au plus grand désarroi des parlementaires qui côtoient quotidiennement les drogués. La scène ouverte se déplace ensuite vers le Kocherpark. Au fil des ans, l’acuité du problème baisse sans qu’il soit pour autant résolu.
En 1992, la majorité municipale bascule à gauche, le socialiste Klaus Baumgartner devient président de la ville de Berne.
Le début du XXIe siècle est marqué par la rénovation de la gare de Berne, les émeutes contre une manifestation de l’UDC en octobre 2007 et l’organisation de l’Euro de football en 2008, trois ans après l’inauguration du Stade de Suisse.

### Évolution territoriale
Les frontières de la ville se sont élargies à l'ouest. Initialement, la tour Zytglogge marquait la limite ouest de la ville ou du moins de 1191 jusqu'à 1256, lorsque le Käfigturm a pris ce rôle jusqu'en 1345, année où la frontière a de nouveau été remplacée par le Christoffelturm (aujourd'hui située près de la gare) jusqu'en 1622.
Pendant la guerre de Trente Ans, deux nouvelles fortifications, connues sous le nom de petite et grande Schanze, ont été construites pour protéger l'ensemble de la zone de la péninsule. La protection par ces édifices a été suffisante pour la croissance de la prospérité de la ville de Berne durant le XIXe siècle.
En 1919, la commune de Bümpliz est intégrée à Berne.

## Population

### Gentilé et surnom
Les habitants de ville de Berne se nomment les Bernois.
Ils sont surnommés les Moutzes ou les Ours, Mutz signifiant l'ours en dialecte bernois.

### Démographie

#### Évolution de la population
La commune compte 136 988 habitants au 31 décembre 2023 pour une densité de population de 2 654 hab/km2. Sur la période 2010-2019, sa population a augmenté de 8,2 % (canton : 6,1 % ; Suisse : 9,4 %). Au 31 décembre 2021, l’agglomération de Berne compte 424 428 habitants. 

#### Pyramide des âges
En 2023, le taux de personnes de moins de 30 ans s'élève à 31,3 %, au-dessus de la valeur cantonale (29,9 %). Le taux de personnes de plus de 60 ans est quant à lui de 22,5 %, alors qu'il est de 28,9 % au niveau cantonal.
La même année, la commune compte 66 249 hommes pour 70 739 femmes, soit un taux de 48,4 % d'hommes, inférieur à celui du canton (49,1 %).
| Hommes | Classe d’âge | Femmes |
| ------ | ------------ | ------ |
| 0,6    | 90 ans ou +  | 1,7    |
| 6,3    | 75 à 89 ans  | 9,1    |
| 13,1   | 60 à 74 ans  | 14,2   |
| 19,7   | 45 à 59 ans  | 18,1   |
| 28,2   | 30 à 44 ans  | 26,6   |
| 17,8   | 15 à 29 ans  | 17,9   |
| 14,3   | - de 14 ans  | 12,5   |

| Hommes | Classe d’âge | Femmes |
| ------ | ------------ | ------ |
| 0,7    | 90 ans ou +  | 1,6    |
| 8,8    | 75 à 89 ans  | 11,0   |
| 17,6   | 60 à 74 ans  | 18,1   |
| 21,0   | 45 à 59 ans  | 20,4   |
| 20,9   | 30 à 44 ans  | 20,2   |
| 15,9   | 15 à 29 ans  | 14,9   |
| 15,1   | - de 14 ans  | 13,8   |

## Politique

Logo officiel de la ville.

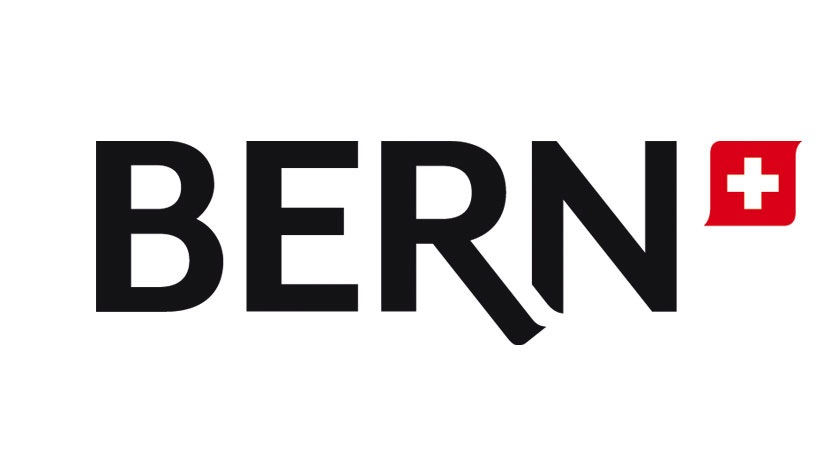
Logo touristique de la ville de Berne.

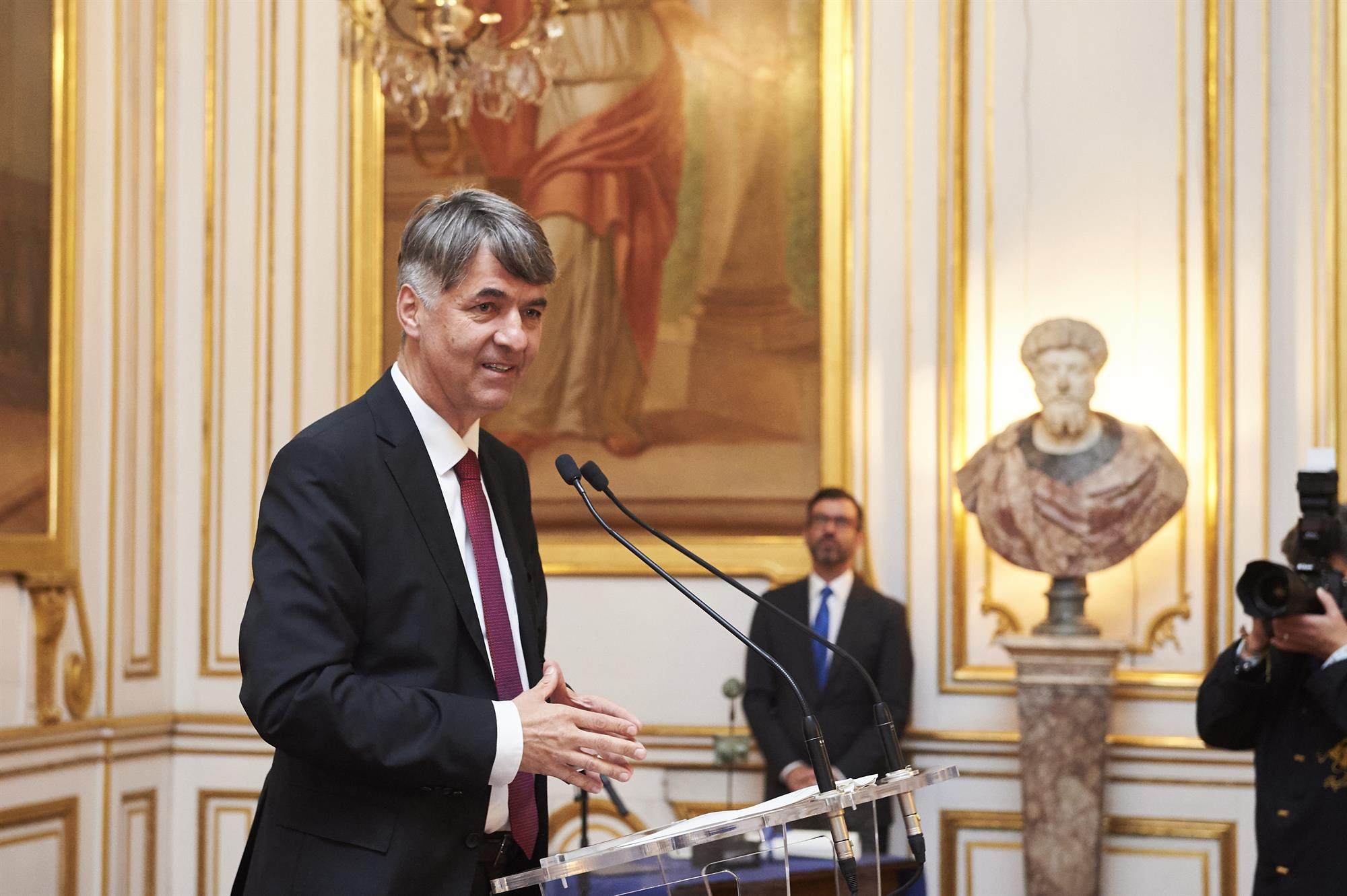
Alec von Graffenried, ancien maire de la ville de Berne.

Berne est gouvernée par un Conseil législatif (Stadtrat) de 80 membres et un Conseil municipal (Gemeinderat) de 5 membres (7 jusqu'en 2004).
Depuis 1992, les représentants du Parti socialiste suisse et ceux des partis Verts détiennent la majorité dans les deux conseils. Pour cette raison, ce sont eux, collectivement nommés « Rouge-Vert-Centre » (Rot-Grün-Mitte, RGM), qui déterminent la politique de la ville, même si aucun accord de coalition n'existe, et que dans le cadre du système de démocratie directe qui prévaut en Suisse, la plupart des questions importantes sont réglées par référendum. Les autres grands partis politiques de Berne sont le Parti libéral-radical et l'Union démocratique du centre.
Lors des élections fédérales de 2023, le parti le plus populaire a été le PSS, qui a reçu 37,7 % des voix. Les quatre autres partis les plus populaires ont été le parti des Verts (21,8 %), les Vert'libéraux (13,8 %), l'UDC (9,1 %) et le PLR (6,3 %).
À la suite des élections communales de 2024, le Conseil législatif se répartit comme suit :
| Parti                              | Nombre de sièges | %      | Groupe (Fraktion) |
| ---------------------------------- | ---------------- | ------ | ----------------- |
| Parti socialiste (PS)              | 26               | 32,5 % | PS/JS (SP/JUSO)   |
| Grünes Bündnis (Bern) (GB)[1]      | 10               | 12,5 % | GB/JA!            |
| Parti vert'libéral (PVL)           | 8                | 10,0 % | PVL/PEV (GLP/EVP) |
| Parti libéral-radical (PLR)        | 8                | 10,0 % | PLR (FDP)         |
| Union démocratique du centre (UDC) | 6                | 7,5 %  | UDC (SVP)         |
| Grüne Freie Liste (GFL)[2]         | 6                | 7,5 %  | GFL (GFL)         |
| Le Centre (LC)                     | 5                | 6,25 % | Centre (Mitte)    |
| Junge Alternative JA! (de) (JA!)   | 3                | 3,75 % | GB/JA!            |
| Alternative Linke Bern             | 2                | 2,5 %  | AL/PdA/TiF        |
| Parti évangélique suisse (PES)     | 2                | 2,5 %  | PVL/PEV (GLP/EVP) |
| Parti suisse du travail (PST, PdA) | 1                | 1,25 % | AL/PdA/TiF        |
| Jeunes Vert'libéraux (JVL)         | 1                | 1,25 % | PVL/PEV (GLP/EVP) |
| Jeunes socialistes (JS)            | 1                | 1,25 % | PS/JS (SP/JUSO)   |
| Tier im Fokus                      | 1                | 1,25 % | AL/PdA/TiF        |

| 1 Ce parti est une section de la section cantonale bernoise du Parti vert suisse. |
| 2 Ce parti est une section de la section cantonale bernoise du Parti vert suisse. |

Les groupes se constituent par conséquent de la manière suivante :
| Groupe (Fraktion) | Nombre de sièges | %       |
| ----------------- | ---------------- | ------- |
| PS/JS (SP/JUSO)   | 27               | 33,75 % |
| GB/JA!            | 13               | 16,25 % |
| PVL/PEV (GLP/EVP) | 11               | 13,75 % |
| PLR (FDP)         | 8                | 10 %    |
| UDC (SVP)         | 6                | 7,5 %   |
| GFL (GFL)         | 6                | 7,5 %   |
| Centre (Mitte)    | 5                | 6,25 %  |
| AL/PdA/TiF        | 4                | 5 %     |

## Culture et patrimoine
(juin 2013).

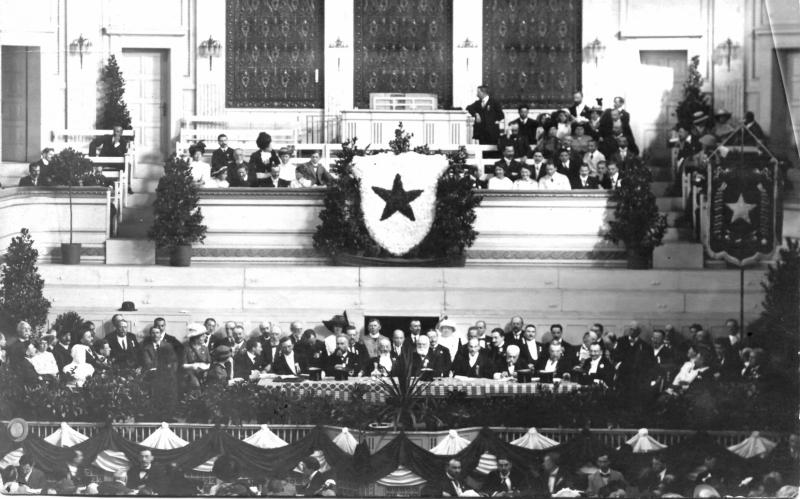
9e congrès mondial d’espéranto, en 1913.

Berne a accueilli trois fois le congrès mondial d’espéranto : en 1913, 1939 et 1947.

### Héraldique
| Blason | Blasonnement : De gueules à la bande d'or chargée d'un ours passant de sable armé et lampassé du premier |

### Monuments et curiosités

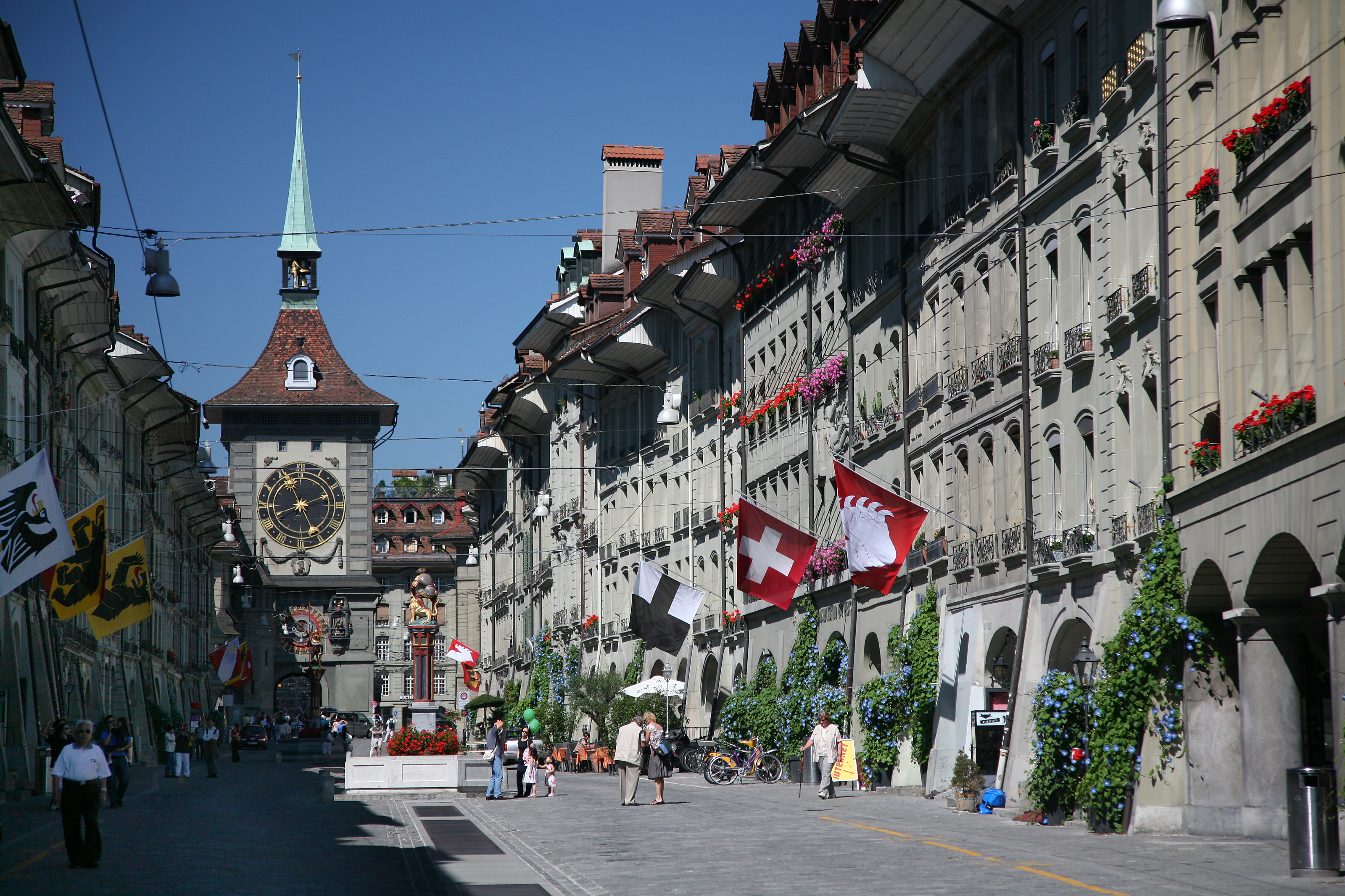
La Zytglogge.

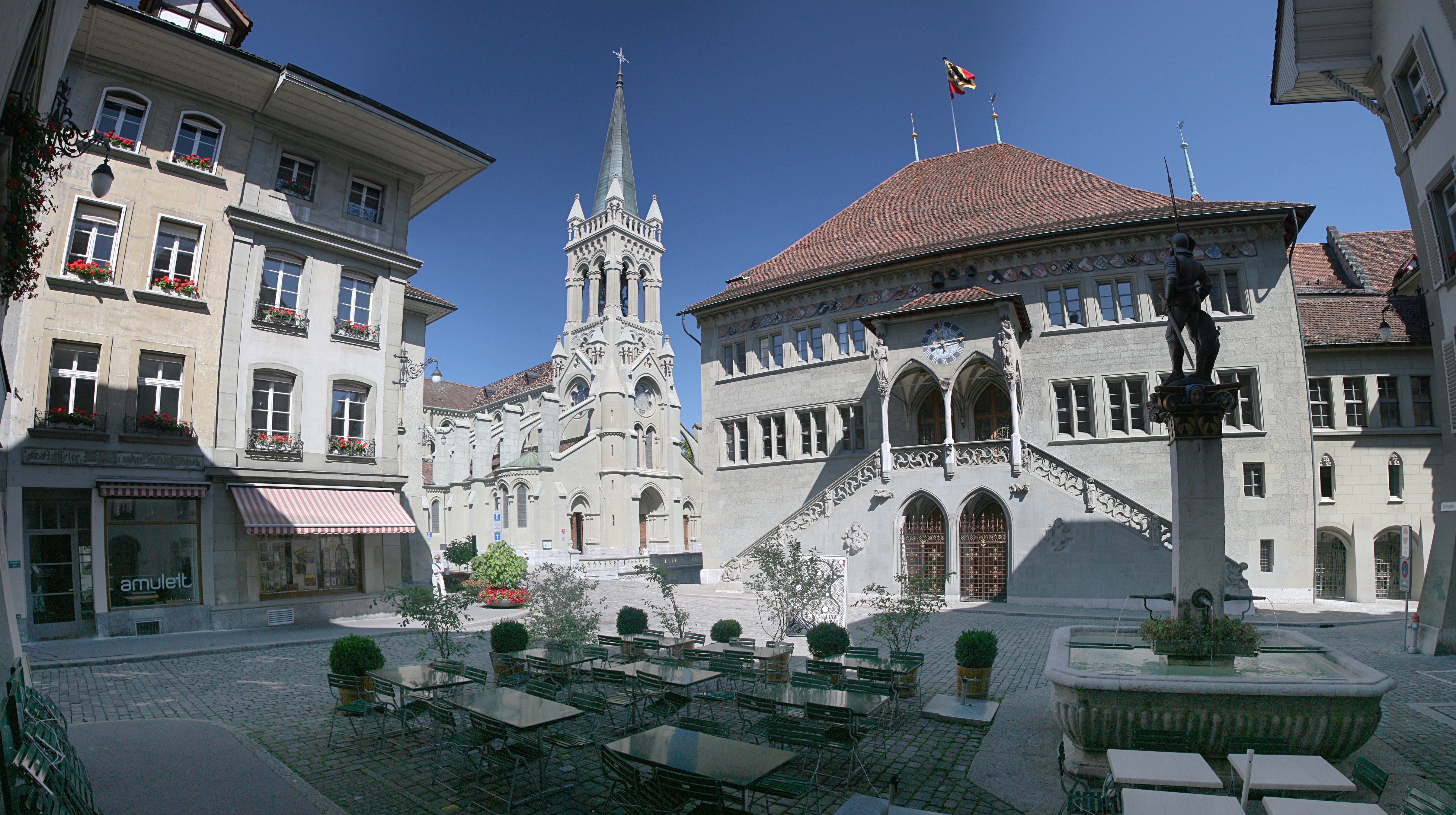
Hôtel de ville de Berne.

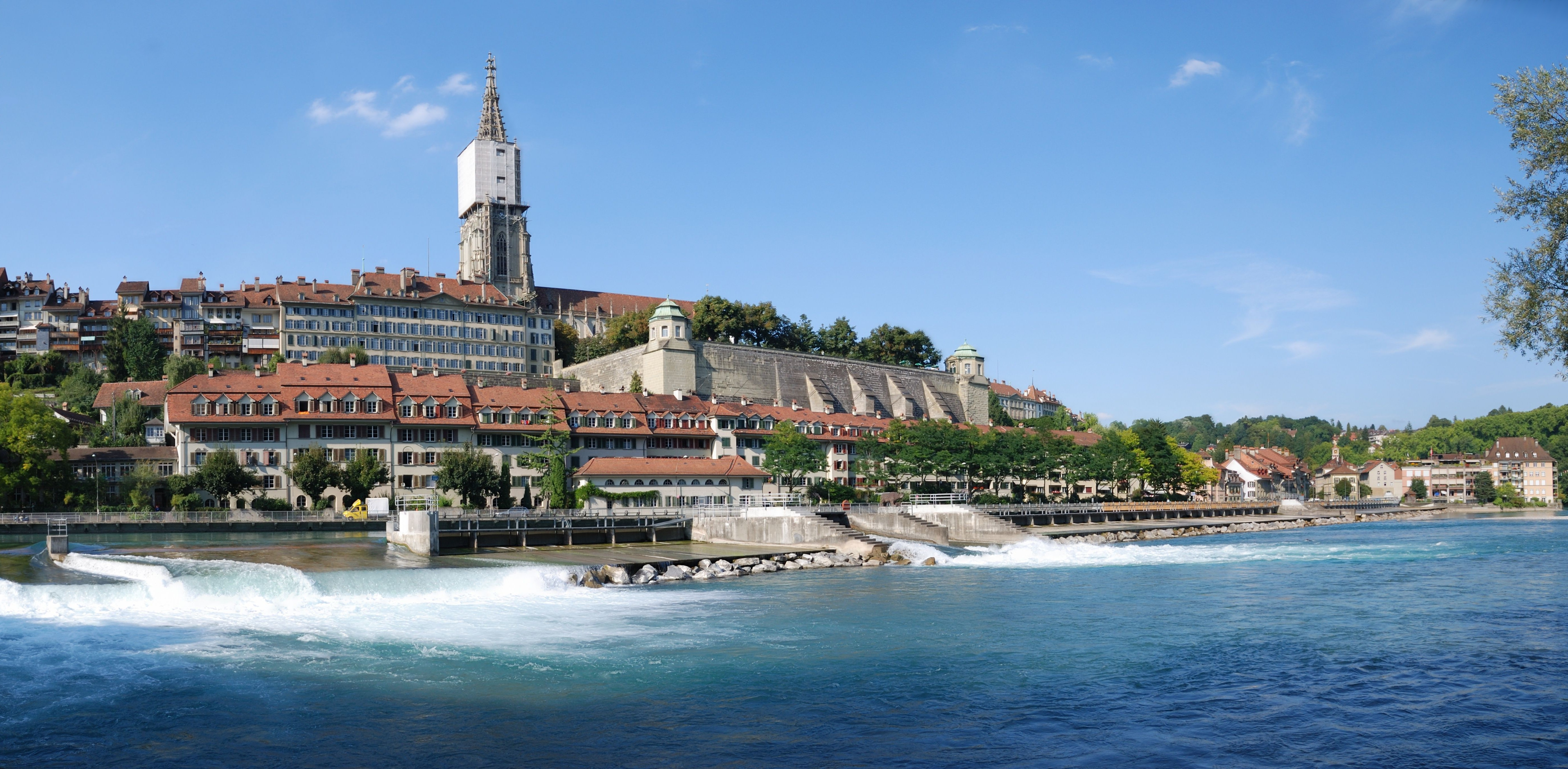
L'Aar à Berne.

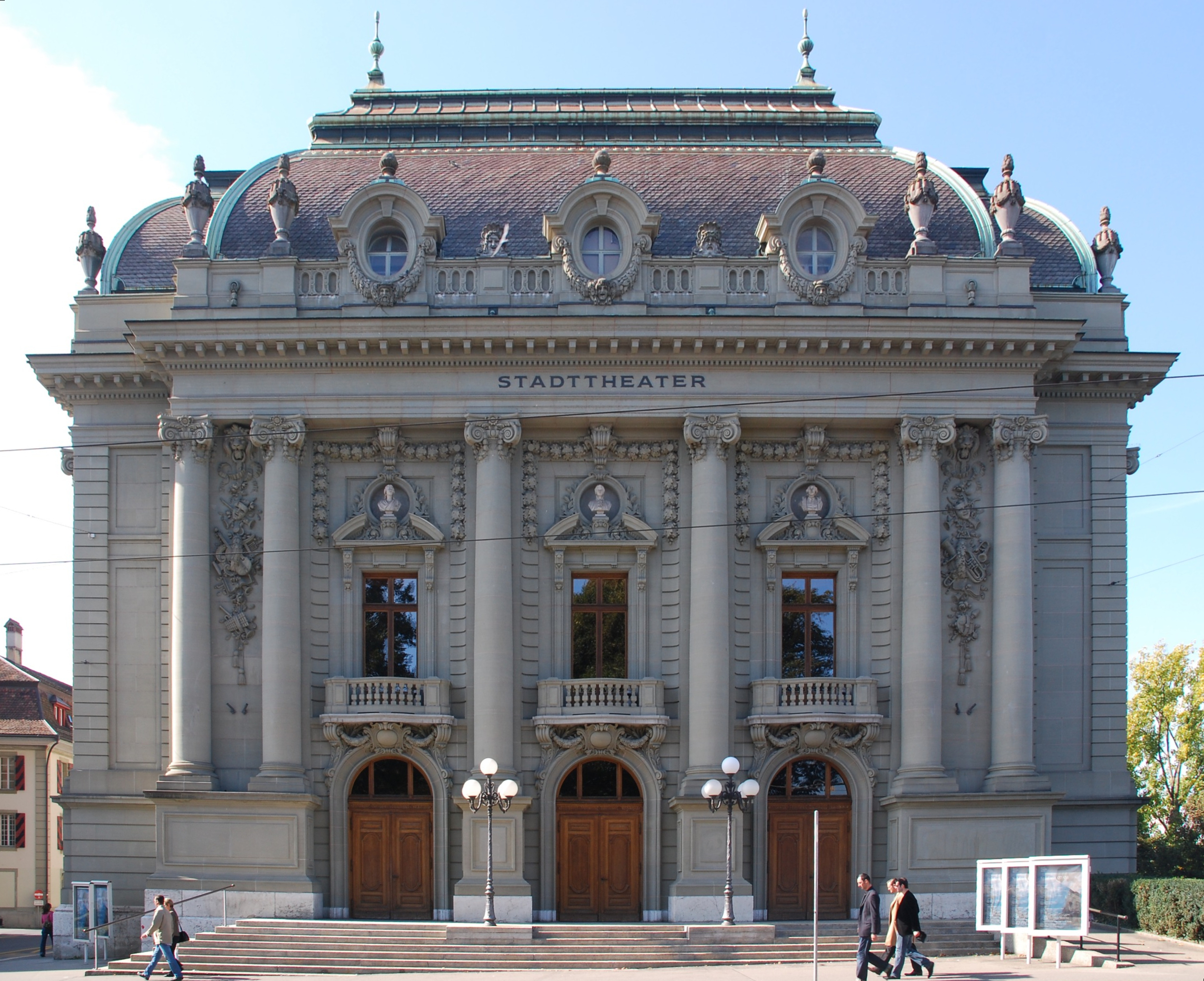
Le théâtre municipal.

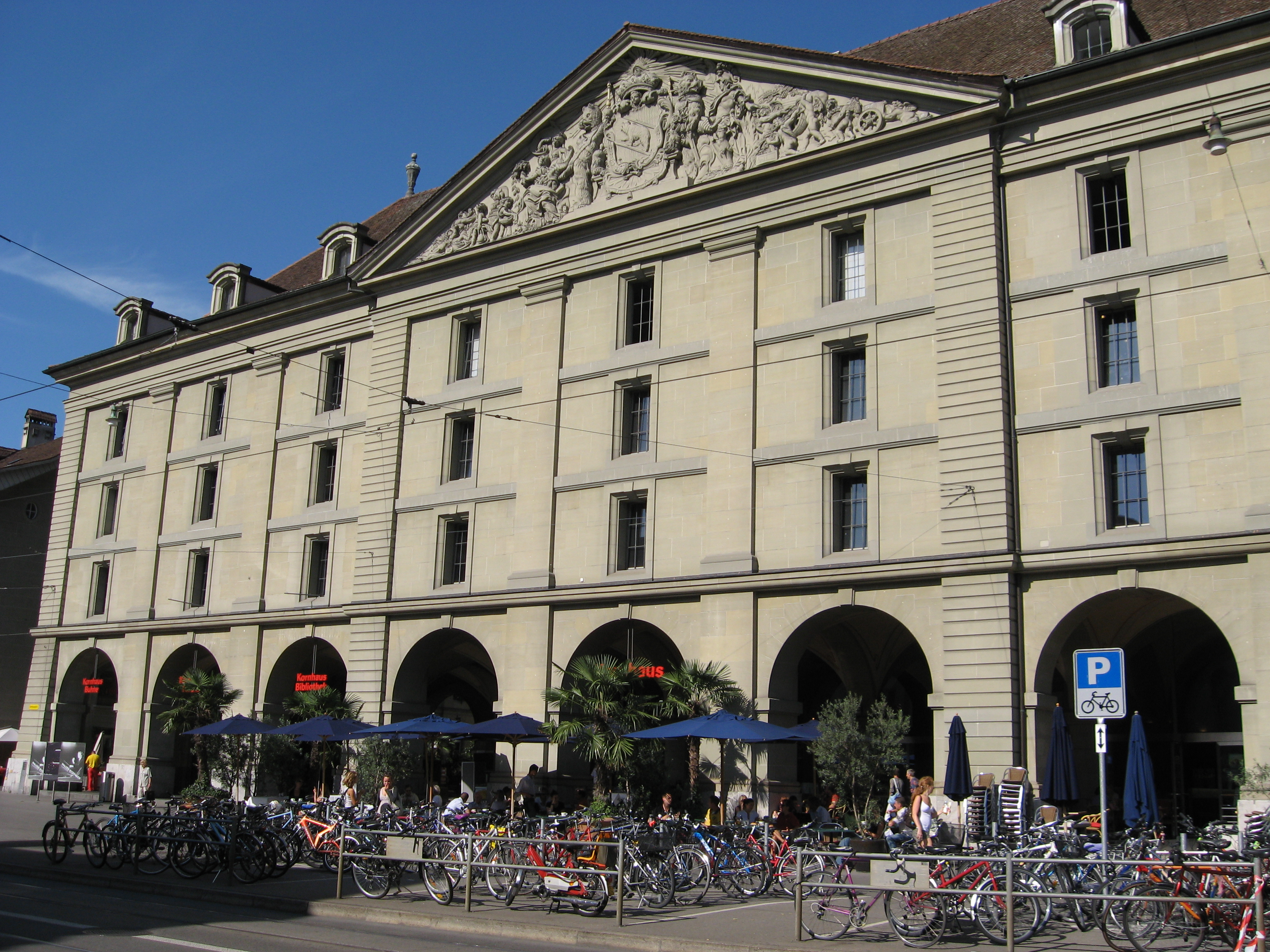
L'ancien Magasin à blé.

Parmi les édifices majeurs de Berne figurent la Collégiale Saint-Vincent de Berne (gothique tardif) et le temple protestant du Saint-Esprit (chef-d’œuvre de l’architecture protestante). La vieille ville, classée à l’UNESCO, se distingue par ses arcades, ses fontaines, sa tour de l’horloge et sa tour des prisons. Le Palais fédéral, la Place fédérale, l’Hôtel de ville, les châteaux de Bümpliz et la célèbre Fosse aux ours complètent le patrimoine de la ville.

### Musées
- Musée d'histoire de Berne
- Musée d'histoire naturelle
- La maison d'Einstein
- Musée de la communication
- Musée des beaux-arts de Berne
- Musée de la psychiatrie
- Musée alpin suisse
- Le Centre Paul Klee
- La Kunsthalle
- Archives littéraires suisses
- Cinémathèque de Berne
- Creaviva

### Bibliothèques
- Bibliothèque centrale de Berne
- Bibliothèque nationale suisse
- Bibliothèque de la Bourgeoisie de Berne

## Personnalités
De nombreuses personnalités ont une histoire liée à la ville de Berne :
- Le peintre Albert Anker
- Le révolutionnaire, théoricien et philosophe de l'anarchisme Michel Bakounine
- Le photographe Kurt Blum
- L'archéologue Gustave Charles Ferdinand de Bonstetten
- Le coureur cycliste Fabian Cancellara
- Le physicien d'origine allemande Albert Einstein développa sa théorie de la relativité à Berne
- La féministe Hélène Gautier-Pictet y est née.
- Le poète Jeremias Gotthelf
- Le peintre Ferdinand Hodler
- Le scientifique Albrecht von Haller
- Le joueur de hockey Roman Josi, qui évolue aux Predators de Nashville en NHL
- Le peintre Paul Klee
- Le sculpteur Bernhard Luginbühl
- Le peintre de la Renaissance Niklaus Manuel
- L'aristocrate excentrique Elisabeth de Meuron
- La comédienne et botaniste Janine Piguet y est née.
- L'acteur Yves Rénier, né à Berne en 1942
- L'avocat pénaliste Carl Stooss y est né en 1849
- L'humaniste et écologiste Franz Weber, mort à Berne en 2019
- La préceptrice suisse en Russie Maria Margaretha von Wildermeth, y est morte en 1839.
- La foraine et cinéaste Marguerite Weidauer-Wallenda, dite Madame, y est morte le 15 juin 1972.

## Distinctions
- La vieille ville est inscrite depuis 1983 au patrimoine mondial de l'humanité de l'UNESCO.
- Elle obtient le Prix Wakker en 1997.

### Manifestations
- Le marché aux oignons.
- La foire de Berne (BEA Expo).
- La course féminine suisse (Frauenlauf).
- Le carnaval de Berne (en février).
- Le Gurten Festival.
- Le Jazz festival.
- Le festival de musiques de rue.
- Le Grand Prix de Berne (course à pied).
- Le Grand Prix automobile de Suisse (course automobile qui se déroula chaque année jusqu'en 1954 à Bremgarten/BE. Actuellement, la course est une démonstration de voitures anciennes).

## Plan

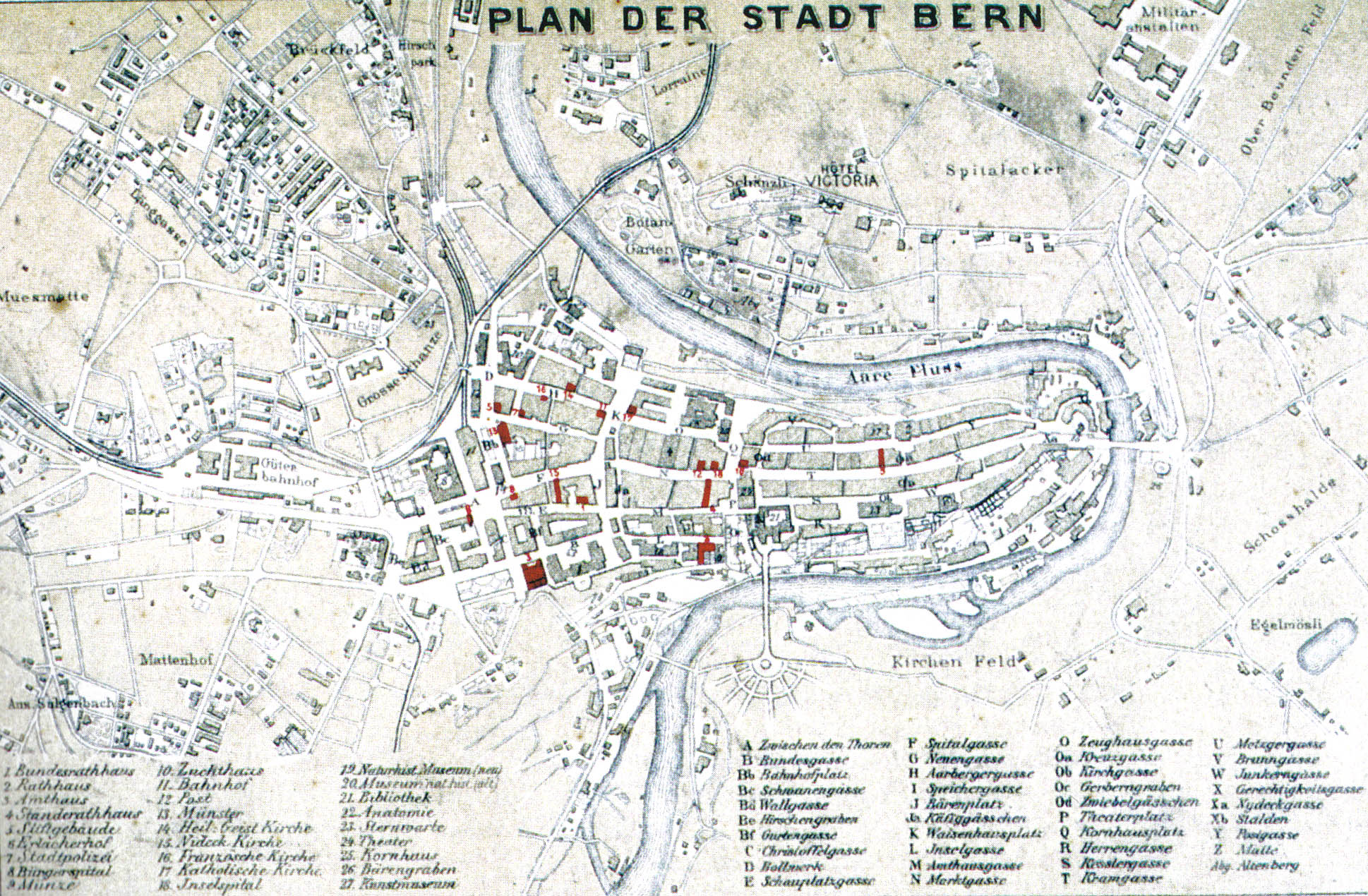
Plan de Berne (1882).

## Médias
- Agence télégraphique suisse

### Journaux
- La Berner Zeitung
- Der Bund
- Le Courrier de Berne (journal francophone)
- L'Anzeiger Region Bern
- Le Berner Bär

### Radios
- Energy Bern
- Capital FM
- RaBe

### Télévision
- Télébärn

## Économie
- Bedag Informatique
- Berna Biotech, fabricant de vaccins
- Wifag, machines d'imprimerie
- ASCOM
- Swisscom
- La Poste
- Emch Ascenseurs, fabricant et installateur d'ascenseurs sur mesure

## Organisation internationale
- Union postale universelle

## Sports

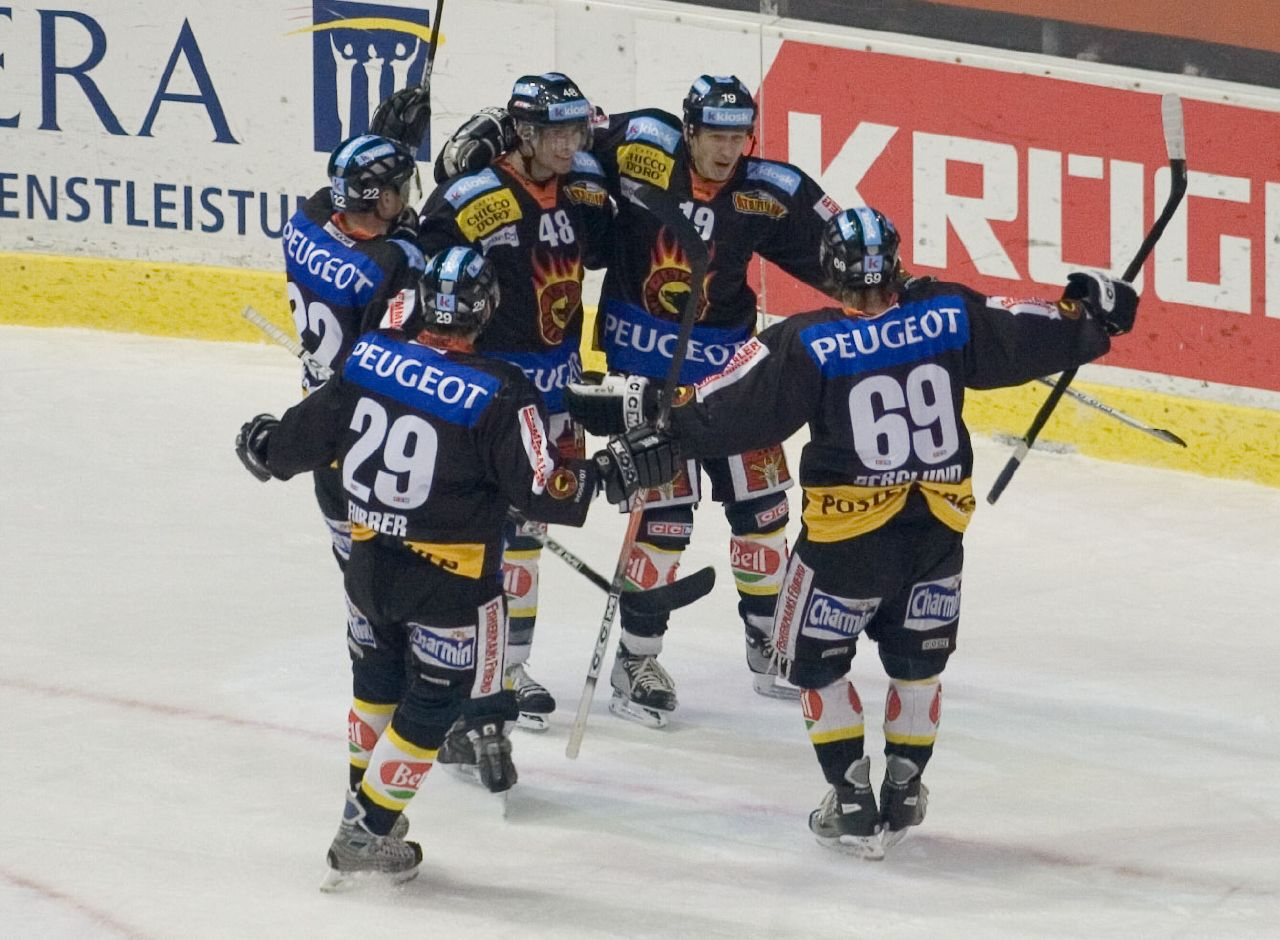
Des joueurs club Bernois de hockey sur glace.

- CP Berne (SCB), club de hockey sur glace
- PostFinance Arena, patinoire de 17 031 places
- BSV Berne, club de handball
- BSC Young Boys, club de football
- Stade de Suisse (et l'ancien Wankdorf), stade de football (32 000 spectateurs)
- Neufeld, stade de football (12 000 spectateurs)

Des compétitions majeures se sont partiellement déroulées à Berne : en football avec la Coupe du monde de football de 1954 (3 matchs de poules, un quart de finale et la finale) et l'Euro 2008 (3 matchs de poules) mais aussi en hockey sur glace avec les championnats du monde de hockey sur glace en 1971, 1990 et 2009.
La ville a également accueilli à deux reprises les championnats du monde de cyclisme sur route, en 1936 et 1961.

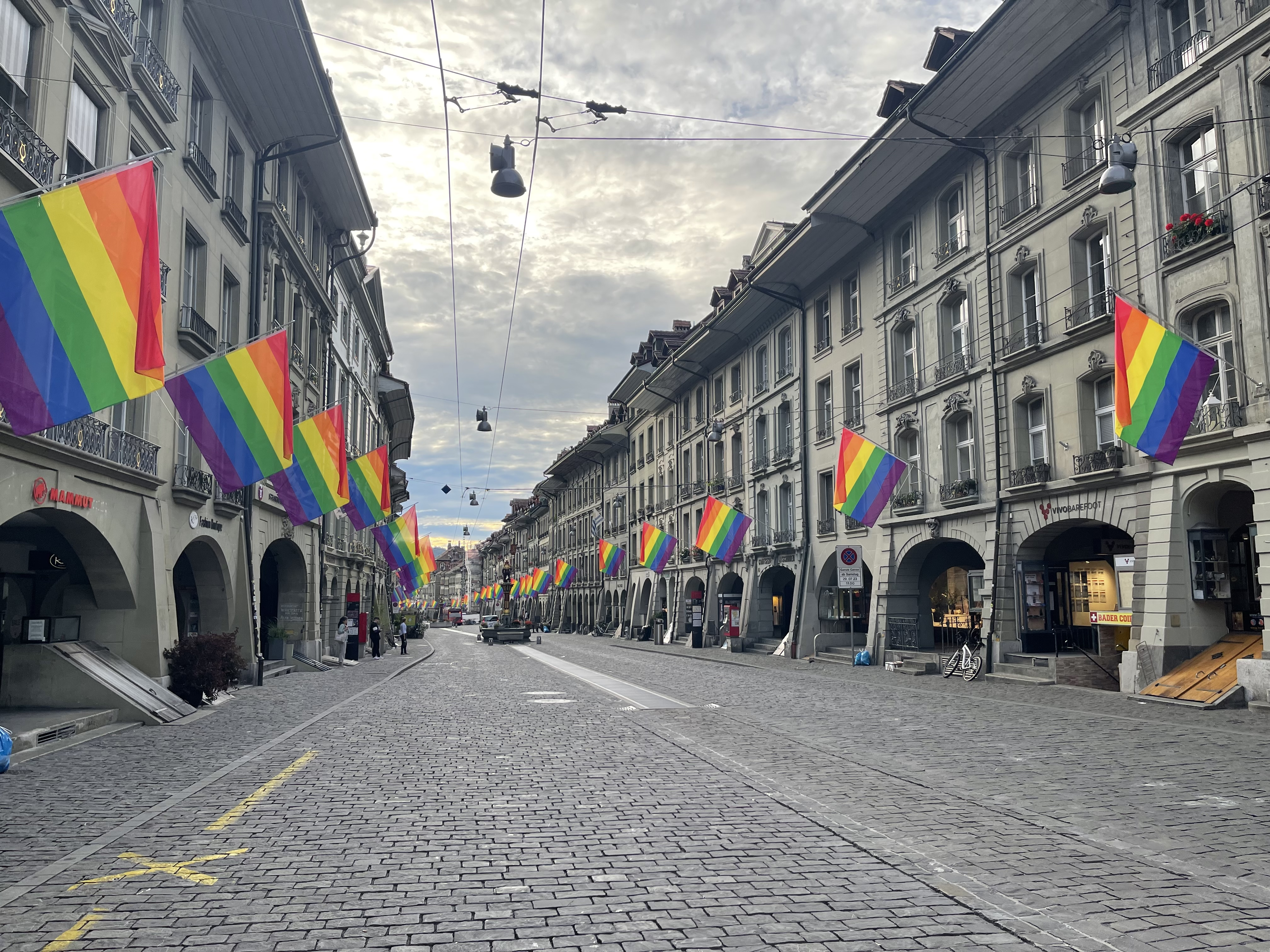
Drapeaux LGBT déployés au centre-ville de Berne pour les EuroGames de 2023.

En 2023, la ville de Berne a accueilli les EuroGames 2023.

## Transport
36 % des trajets se font en voiture, à moto etc., 43 % en transports publics et 21 % à pied, à vélo etc. À titre de comparaison, ces chiffres sont respectivement de 49, 34 et 17 à Lausanne, et de 34, 40 et 26 à Bâle.

### Transports en commun

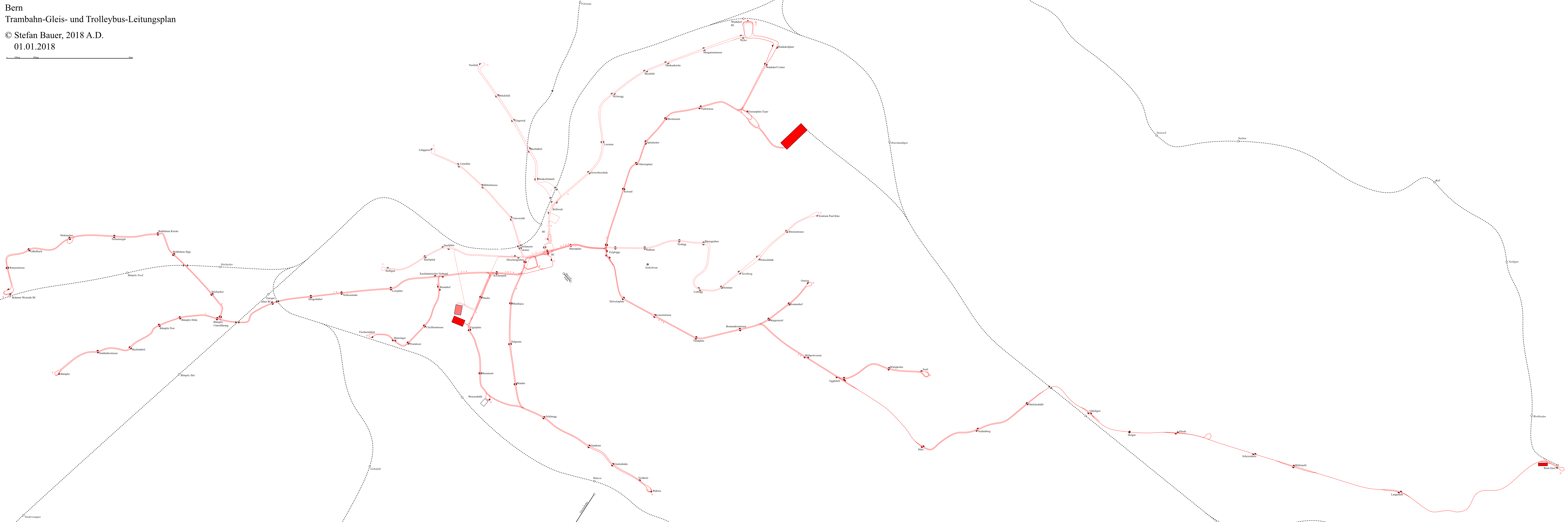
Le plan du réseau des tramways et trolleybus en 2018.

- Réseau de trolleybus, de autobus urbains et de trams de BERNMOBIL.
- Réseau de bus, de tram et de trains (à voie étroite) de RBS (Regionalverkehr Bern – Solothurn, trafic régional Berne – Soleure).
- Plusieurs lignes CarPostal.
- Deuxième plus grand réseau RER (S-Bahn) du pays.
- Le funiculaire Wabern – Gurten (la petite montagne emblématique de Berne).
- Le funiculaire Marzili – Ville.

### Lignes ferroviaires

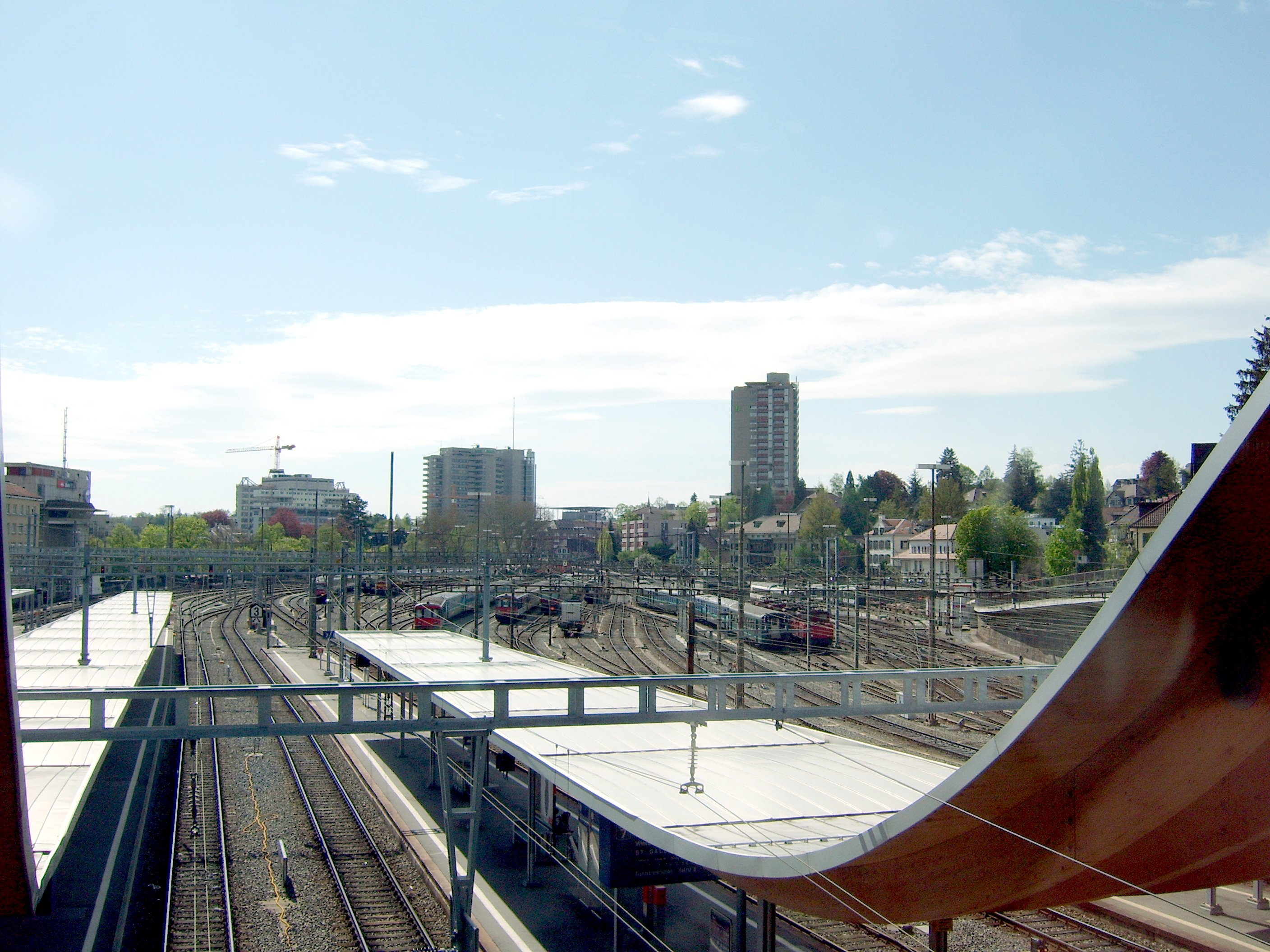
La principale gare de Berne.

Berne se trouve sur les lignes ferroviaires :
- Genève Aéroport – Genève (ville) - Lausanne - Fribourg – Berne – Zurich (ville) – Zurich Aéroport – Saint-Gall ;
- Bâle – Berne – Thoune – Lötschberg – Brigue – Milan ;
- Interlaken Ouest – Berne – Bâle – Offenbourg – Francfort-sur-le-Main – Berlin ;
- Berne – Bienne ;
- Berne – Bâle – Paris ;
- Berne – Lucerne.

### Aéroport
À environ 10 km du centre de la ville se situe l'aéroport de Berne-Belp (Belpmoos). Des vols de ligne et charters à destination de plusieurs villes européennes desservent quotidiennement Berne.

### Autoroutes
- Autoroute A1 (Genève-Lausanne-Berne-Zurich-St. Margrethen)  32 (Bern-Brünnen),   33 (Bern-Bethlehem),   35 (Bern-Forsthaus),   36 (Bern-Neufeld)
- Autoroute A12 (Vevey-Fribourg-Berne)  12 (Bern-Bümpliz)
- Autoroute A6 (Lyss-Berne-Thoune)  11 (Bern-Wankdorf),   12 (Bern-Ostring)

## Vue panoramique

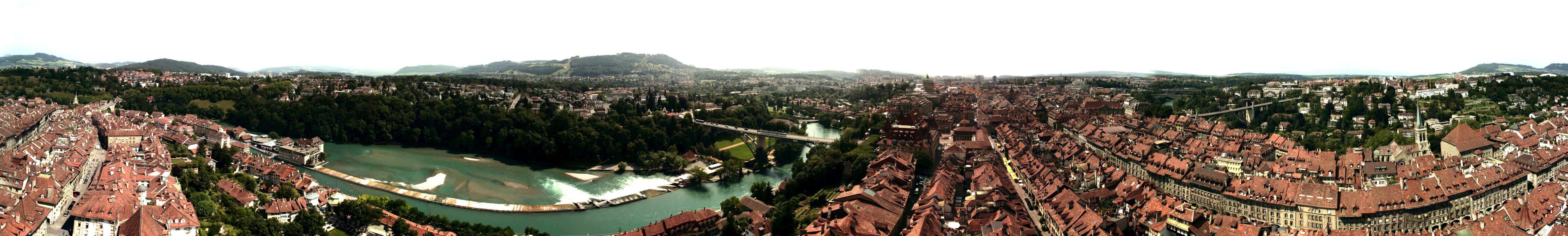
Vue panoramique de la vieille ville depuis la collégiale.